# 시모카와구치촌
시모카와구치촌(일본어: 下川口村)은 일본 교토부 아마타군에 설치되었던 촌이다. 현재의 후쿠치야마시에 해당한다.

## 역사
- 1889년 4월 1일 - 정촌제 시행에 의해 6촌의 구역을 가지고 성립하였다.
- 1949년 4월 1일 - 후쿠치야마시에 편입, 동일 시모카와구치촌은 폐지되었다.

## 교통

### 철도
- 호쿠탄 철도
  - 호쿠탄 철도선 (1971년 휴업, 1974년 폐선)

### 도로
- 산인가도 (현 국도 제9호선)
- 미야즈 가도 (현 국도 제175호선)

## 참고문헌
- 角川日本地名大辞典 26 京都府